# 布盧沃特村 (新墨西哥州)
布盧沃特村（英語：Bluewater Village）是位於美國新墨西哥州錫沃拉縣的普查規定居民點。

## 人口
根據2020年美國人口普查的數據，布盧沃特村的面積為9.22平方千米，當中陸地面積為9.18平方千米，而水域面積為0.03平方千米。當地共有人口464人，而人口密度為每平方千米50.33人。